# Вендзенем
Вендзенем (фр. Wintzenheim), также Винценгейм, — коммуна на северо-востоке Франции в регионе Гранд-Эст (бывший Эльзас — Шампань — Арденны — Лотарингия), департамент Верхний Рейн, округ Кольмар — Рибовилле, кантон Вендзенем. До марта 2015 года коммуна и административный центр одноимённого кантона входили в состав округа Кольмар.
Площадь коммуны — 18,97 км², население — 7524 человека (2006) с тенденцией к росту: 7592 человека (2012), плотность населения — 400,2 чел/км².

## Население
Численность населения коммуны в 2011 году составляла 7573 человека, а в 2012 году — 7592 человека.
| 1962 | 1968 | 1975 | 1982 | 1990 | 1999 | 2006 | 2008 | 2011 | 2012 |
| ---- | ---- | ---- | ---- | ---- | ---- | ---- | ---- | ---- | ---- |
| 5272 | 6001 | 6311 | 6441 | 6554 | 7180 | 7524 | 7636 | 7573 | 7592 |

Динамика населения:

## Экономика
В 2010 году из 4853 человек трудоспособного возраста (от 15 до 64 лет) 3538 были экономически активными, 1315 — неактивными (показатель активности 72,9 %, в 1999 году — 72,9 %). Из 3538 активных трудоспособных жителей работали 3208 человек (1665 мужчин и 1543 женщины), 330 числились безработными (171 мужчина и 159 женщин). Среди 1315 трудоспособных неактивных граждан 426 были учениками либо студентами, 559 — пенсионерами, а ещё 330 — были неактивны в силу других причин.
На протяжении 2011 года в коммуне числилось 3239 облагаемых налогом домохозяйств, в которых проживало 7478 человек. При этом медиана доходов составила 21889 евро на одного налогоплательщика.

## Достопримечательности (фотогалерея)

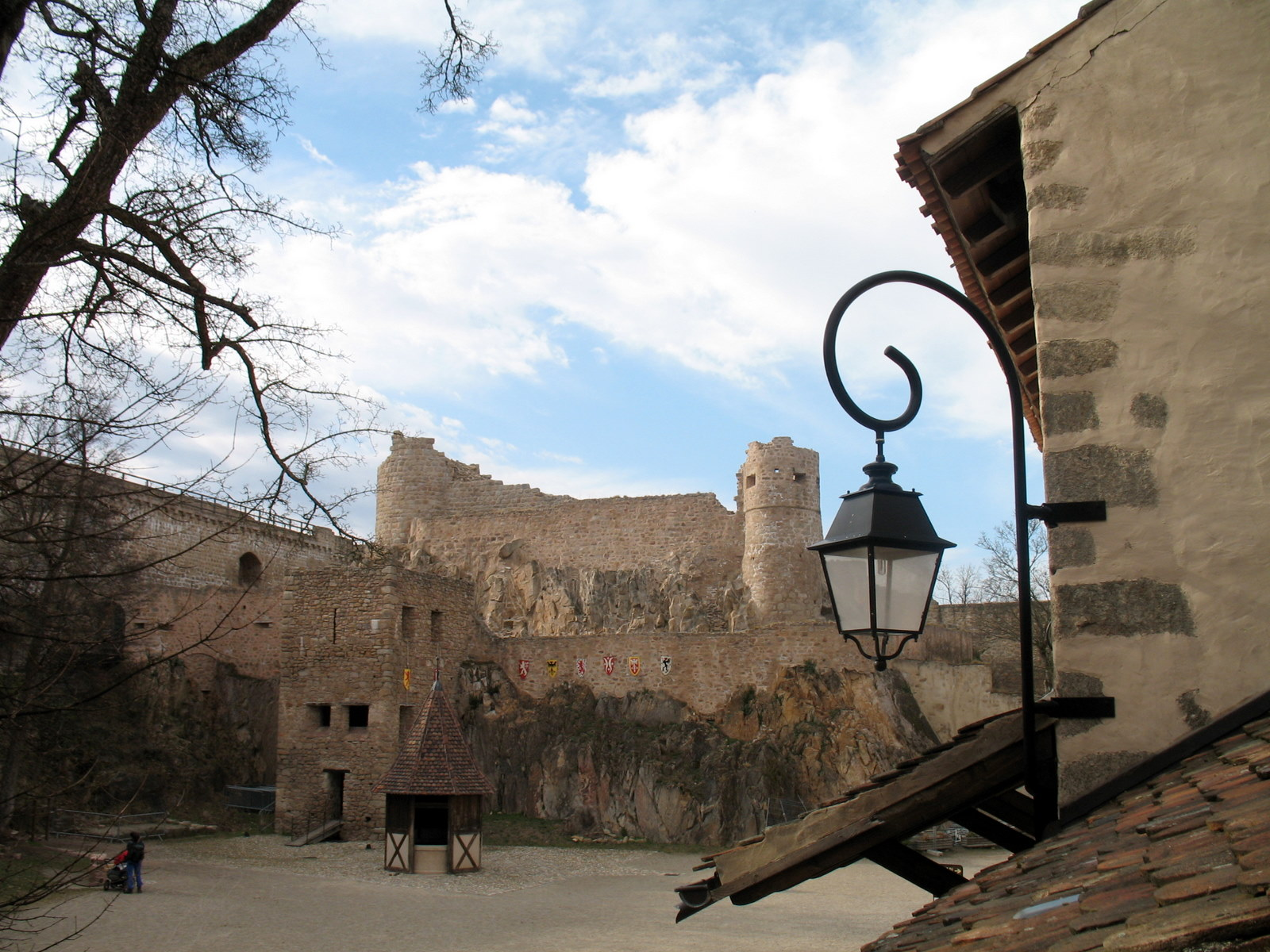
Шато
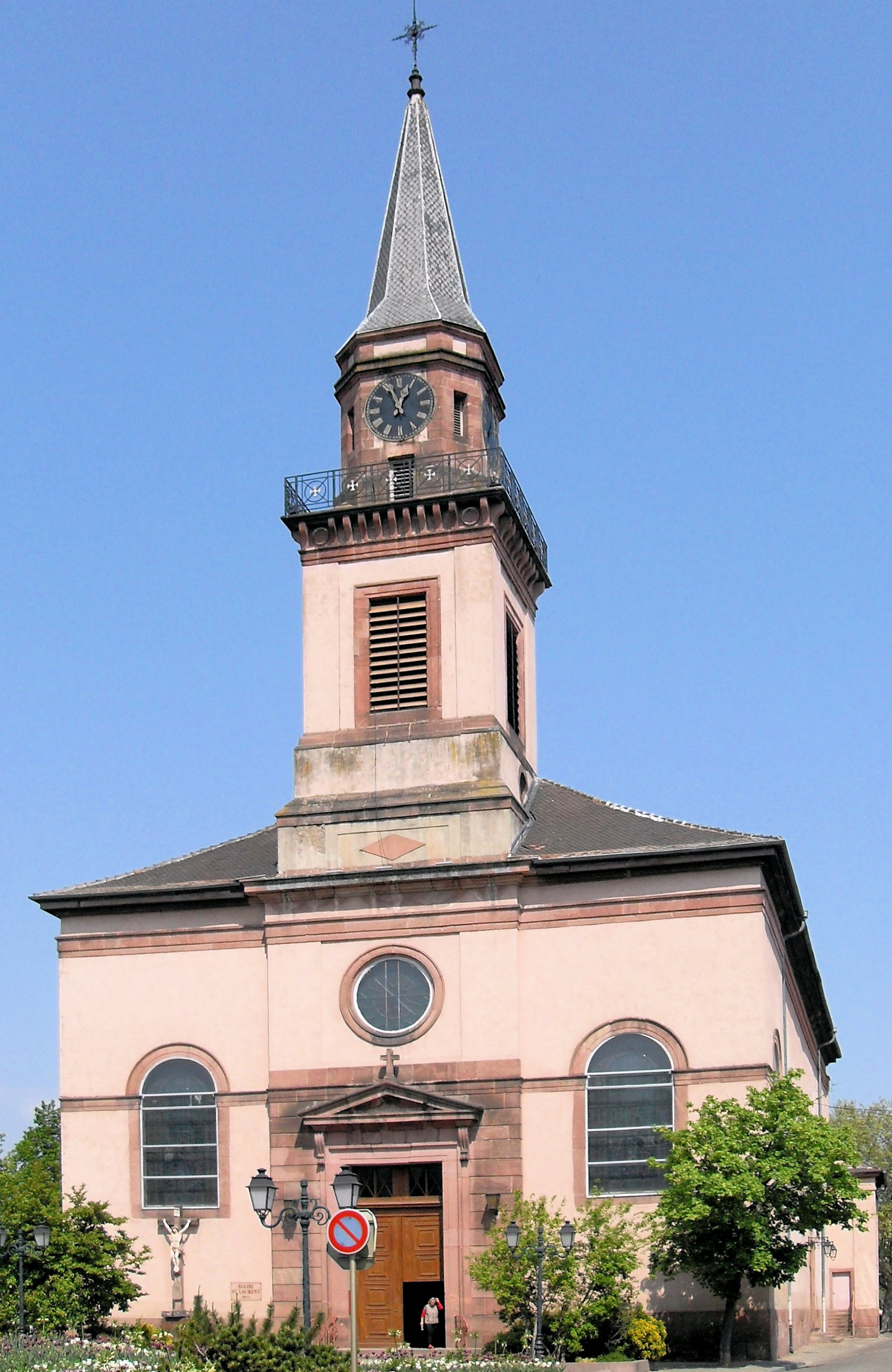
Церковь Сен-Лорен
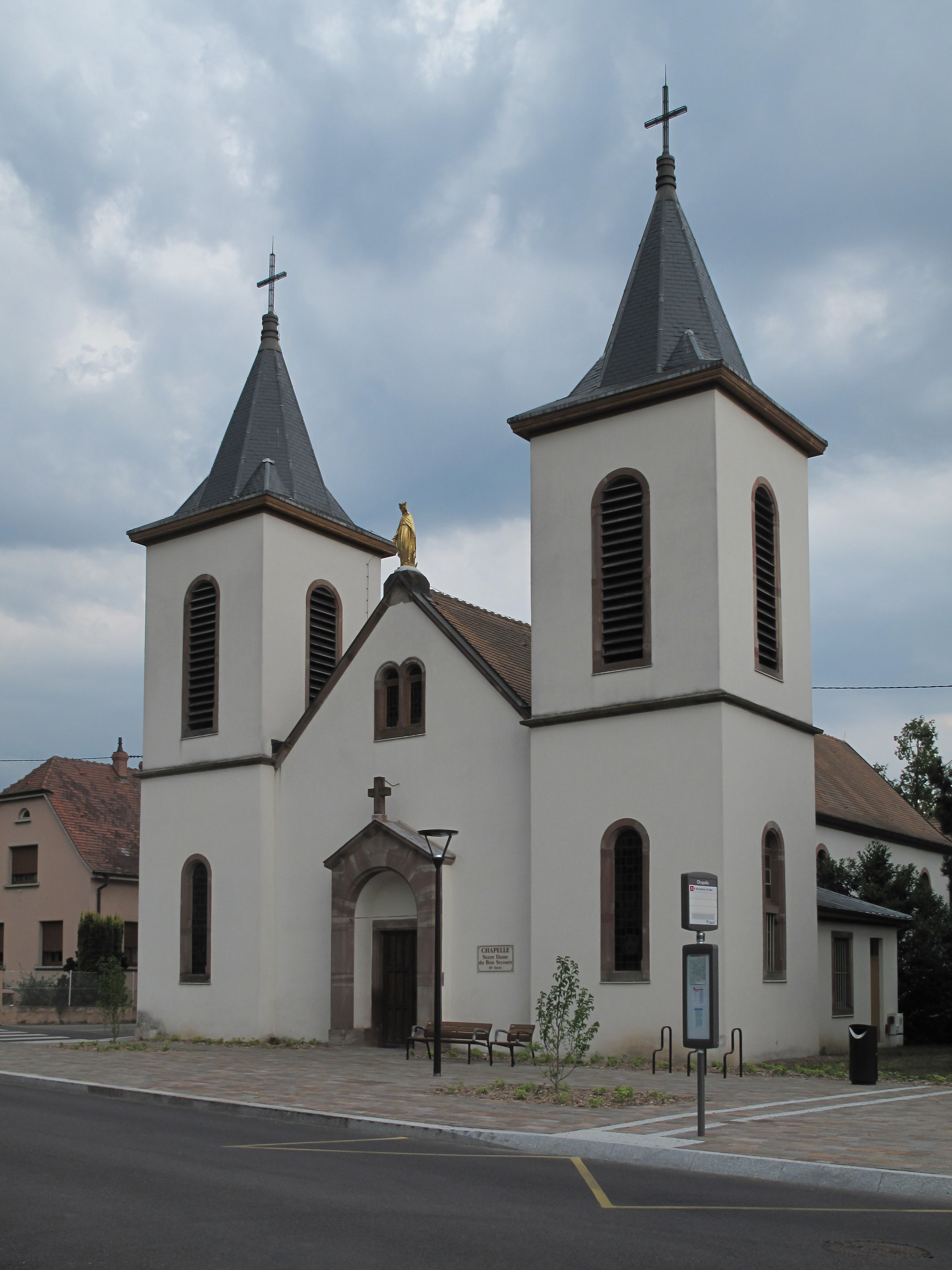
Часовня Нотр Дам
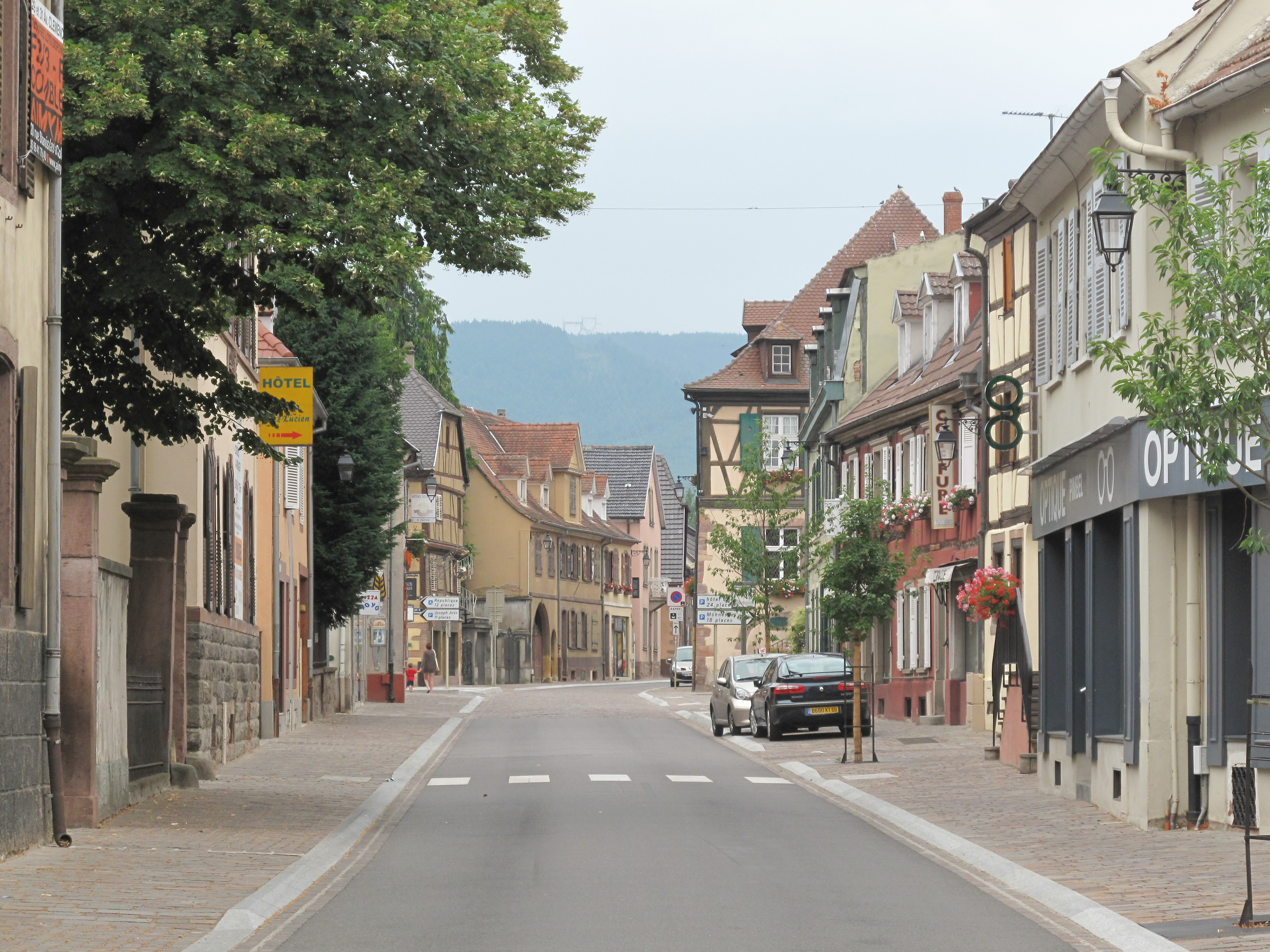
Центральная улица
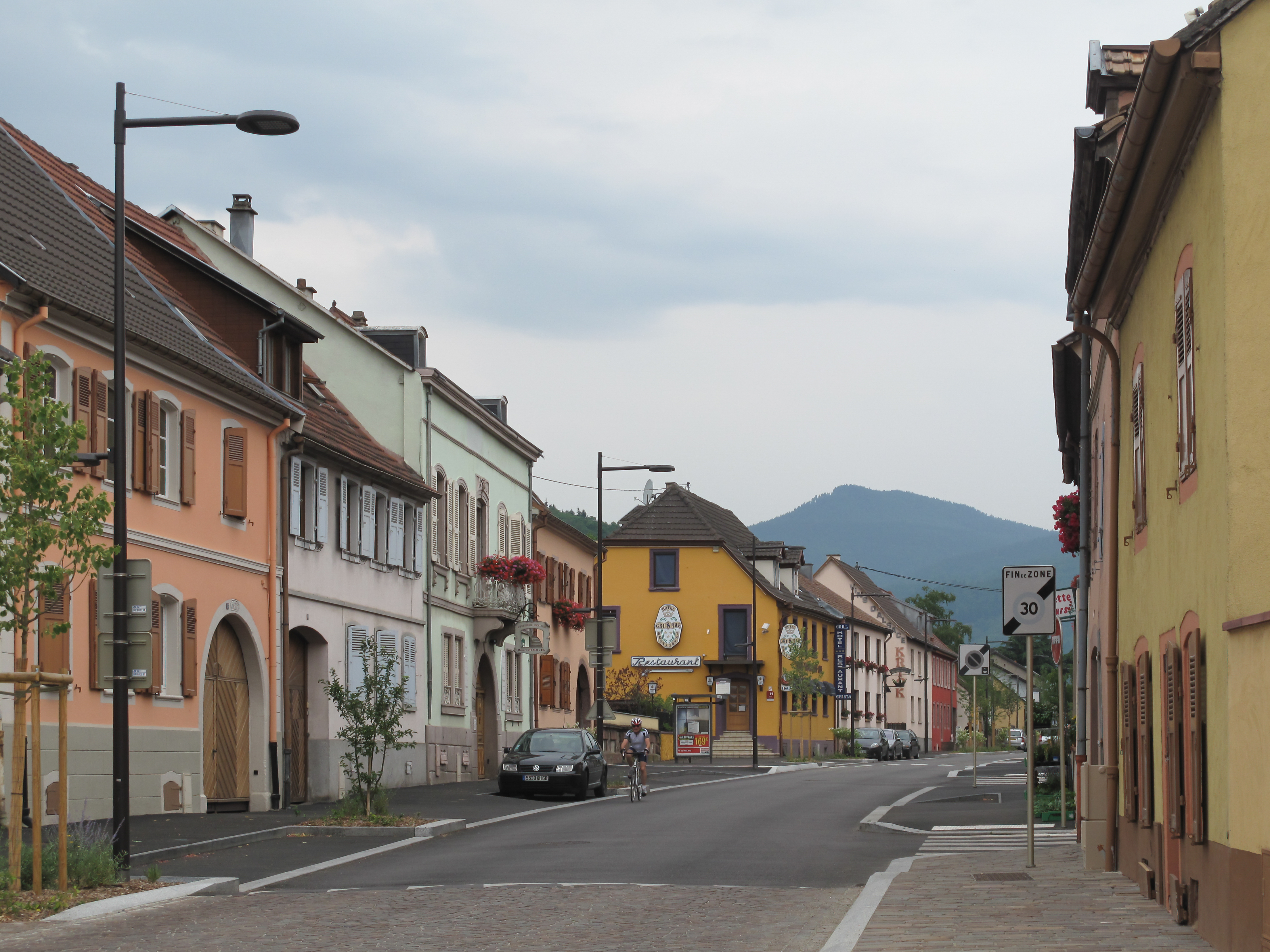
Центральная улица